# 多去氧核糖核酸病毒科
多去氧核糖核酸病毒科（英語：Polydnaviridae）病毒以昆虫为宿主，包含2属53种。

## 下属分类
本科包括以下属：
- 繭蜂病毒屬 Bracovirus ，代表種：黑腿絨繭蜂病毒(Cotesia melanoscela bracovirus)
- 姬蜂病毒屬 Ichnovirus ，代表種：齒唇姬蜂病毒(Campoletis sonorensis ichnovirus)